# Јовча
Јовча је српско име изведено од имена Јован.